# Úhorná
Úhorná je obec na Slovensku v okrese Gelnica ležící v údolí říčky Smolník ve Volovských vrších.
První písemná zmínka o obci pochází z roku 1383. Nachází se zde moderní římskokatolický kostel Sedmibolestné Panny Marie z roku 1749.
Při dopravní nehodě autobusu vezoucí poutníky zde 3. srpna 2003 zahynulo 11 lidí a 25 jich bylo zraněno.